# Blanche de Bourbon (1339-1361)
Pour l’article homonyme, voir Blanche de Bourbon.
Blanche de Bourbon (1339-1361) est la deuxième fille du duc Pierre Ier de Bourbon et d'Isabelle de Valois.

## Biographie
En 1352, pour sceller une alliance entre les royaumes de France et de Castille, Blanche est amenée à épouser le roi Pierre le Cruel. Il s'agit d'un mariage de raison car Pierre Ier a déjà rencontré celle qui devient sa maîtresse attitrée, Maria de Padilla. Jean le Bon et Pierre Ier s'accordent sur une dot de 300 000 florins, qui ne sont pas versés suivant l'échéancier prévu (25 000 au départ de France de Blanche, 25 000 à Noël et 50 000 chaque année jusqu'à atteindre la somme contractuelle).
Le mariage est célébré le 3 juin 1353 à Valladolid. Mais le retard pris par Blanche à quitter la France et le décalage qui en résulte dans le paiement de la dot offrent à Pierre le prétexte rêvé pour la délaisser le surlendemain et même la faire enfermer dans le château auquel elle donnera son nom. Pierre le Cruel, avec l'aide des évêques de Salamanque et d'Avila, fait déclarer la nullité du mariage et épouse Jeanne de Castro.
Ces mauvais traitements infligés à une nièce du roi de France finissent par avoir raison de l'alliance franco-castillane. Pierre le Cruel se tournera vers l'Angleterre et le Prince Noir, et le roi de France apportera son concours au rival de Pierre Ier, Henri de Trastamare, en lui envoyant Bertrand Du Guesclin, Guillaume Boitel et le maréchal de Villaines à la tête des Grandes compagnies.
Blanche de Bourbon meurt en 1361, assassinée sur l'ordre de son mari dans sa chambre par deux hommes de main juifs, Daniot et Turquant, dont l'un est un de ses vassaux. Pour l'occire en faisant croire à un accident, ils font tomber une poutre sur elle, tandis que les autres membres du groupe étranglent ses servantes pour les faire taire. Prosper Mérimée, dans la biographie qu'il consacre à Pierre Ier émet quelques doutes sur la culpabilité du roi. L'hypothèse la plus communément admise est la mort par empoisonnement commanditée ou non par le roi.
Capturés plus tard par Henri II, Daniot et Turquant s'accusent mutuellement du crime. Ils sont condamnés à un duel à mort l'un avec l'autre. Pendant le combat, un orage éclate et ils sont foudroyés. Cette mort venue du ciel fait croire à un miracle. Plusieurs autres miracles, notamment des guérisons inexpliquées, sont attribués à la reine Blanche.